# Cultura laziale

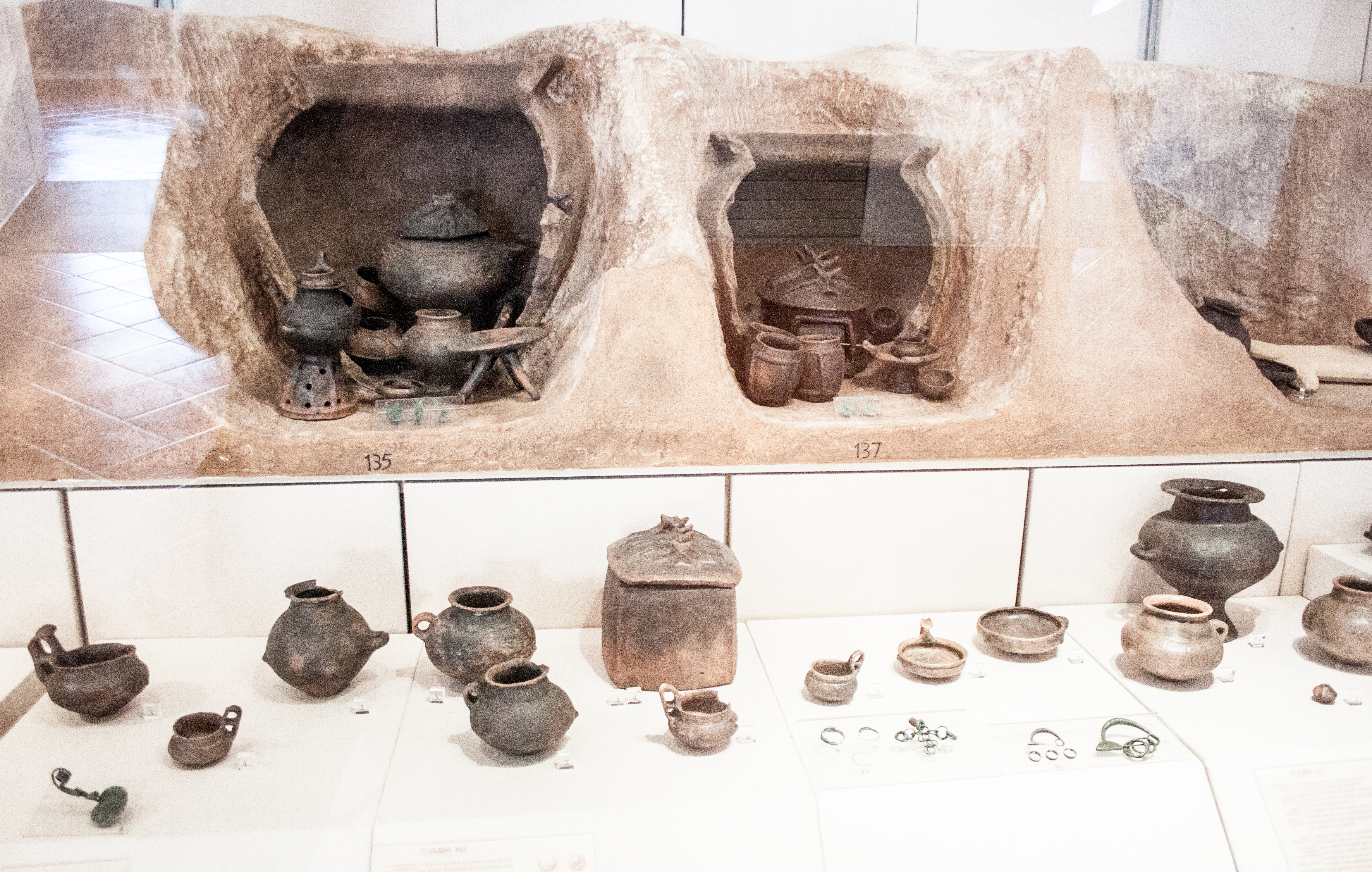
Ritrovamenti dalla necropoli di Osteria dell'Osa, Museo nazionale romano

La cultura laziale fu una cultura protostorica sviluppatasi nel territorio del Latium vetus, che corrisponde all'attuale Lazio centro-meridionale, tra la tarda età del bronzo e l'età del ferro (X - VI secolo a.C. circa). Lo sviluppo della cultura laziale coincide con le manifestazioni più antiche del popolo latino.

## Descrizione
Questa cultura (detta anche cultura dei sepolcreti) emerse dalla facies protovillanoviana che unificò culturalmente il territorio tosco-laziale nel Bronzo Finale (1200-1000 a.C.), sovrapponendosi alla cultura appenninica, che aveva dominato la regione nella media età del bronzo, a partire dal XVI secolo a.C.. Pur mantenendo alcune caratteristiche del "protovillanoviano", la cultura laziale si presenta come un fenomeno culturale sostanzialmente nuovo e originale.
Reminiscenza della fase storica precedente è la tradizione della cremazione del defunto, le cui ceneri venivano deposte in urne a forma di capanna con una porta su di un lato, a rappresentare la sua dimora terrena, e accompagnate occasionalmente da statuine in terracotta e da un corredo bellico in miniatura. Funzionalmente derivate dalle urne protovillanoviane, molto più semplici nella loro tipica forma biconica, generalmente decorate con disegni geometrici.
Altra caratteristica distintiva della cultura laziale, è la comparsa del cosiddetto calefattoio, un vaso rituale a base quadrata e traforata, con un alto collo a tronco di cono centrale e quattro piccoli sostegni di forma simile sui lati.
La cultura laziale è stata associata al periodo di formazione della nazione e del popolo latino.

## Diffusione

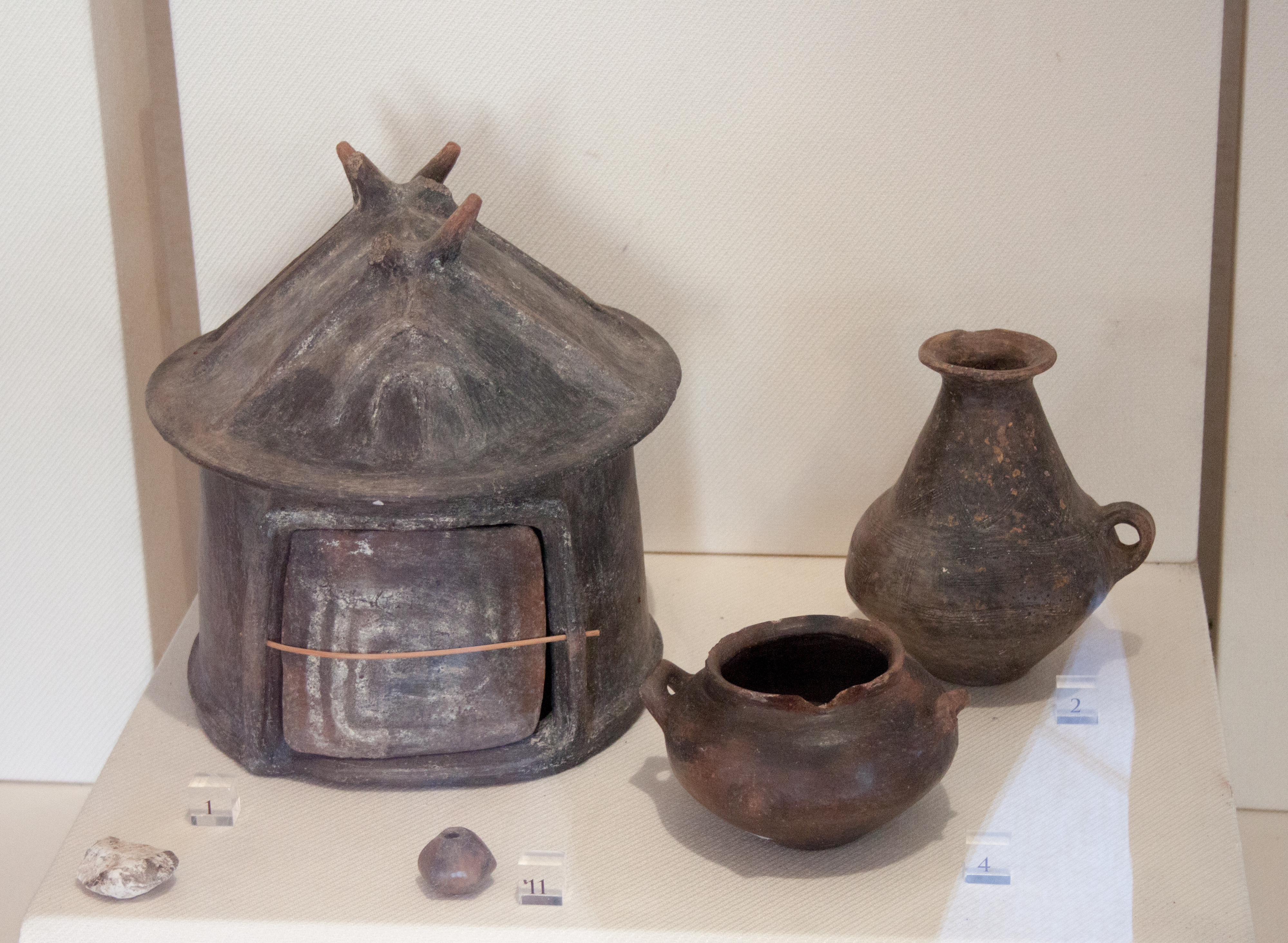
Urna a capanna e vasi, Museo nazionale romano

La diffusione del popolo latino, inizialmente limitata al territorio laziale delimitato dal Tevere, dai Colli Albani, compresa la zona pianeggiante che da lì arriva alla costa tirrenica, raccontata dai miti fondativi di Lavinium, di Alba Longa e di Roma, ha trovato diversi e importanti riscontri materiali nelle ultime campagne archeologiche che si sono svolte, e in alcuni casi sono ancora in corso, in questa zona, che corrisponde al Latium vetus.

## Insediamenti
Siti ascrivibili a questa cultura sono stati rinvenuti sulla costa laziale a Lavinium, alla Necropoli di Cavallo morto vicino ad Anzio, nell'area dei Monti Albani e a Roma, sull'Esquilino, dove si trova l'omonima necropoli, principale e più estesa necropoli protostorica della città, e nella frazione di Osteria dell'Osa.

## Cronologia
Il problema della datazione dei reperti attribuiti alla cultura laziale è ancora oggi tema di confronto e di studio tra gli archeologi: di seguito sono riportate le fasi proposte dall'archeologo tedesco Hermann Müller-Karpe nel 1959, e da Giovanni Colonna nel 1976:
|                                                              | Cronologia di Hermann Müller-Karpe | Cronologia di Giovanni Colonna |
| ------------------------------------------------------------ | ---------------------------------- | ------------------------------ |
| Periodo I: Età del bronzo finale                             | 1000-900 a.C.                      | 1000-900 a.C.                  |
| Periodo laziale IIA1: Passaggio alla I età del ferro         | 900-875 a.C.                       | 900-865 a.C.                   |
| Periodo laziale IIA2:                                        | 875-850 a.C.                       | 865-830 a.C.                   |
| Periodo laziale IIB1: Piena età del ferro                    | 850-825 a.C.                       | 830-800 a.C.                   |
| Periodo laziale IIB2:                                        | 825-800 a.C.                       | 800-770 a.C.                   |
| Periodo laziale IIIA: Età del ferro avanzata                 | 800-750 a.C.                       | 770-750 a.C.                   |
| Periodo laziale IIIB:                                        | 750-725 a.C.                       | 750-730/720 a.C.               |
| Periodo laziale IVA1: Periodo orientalizzante antico e medio |                                    | 730/720 - 670/660 a.C.         |
| Periodo laziale IVA2:                                        |                                    | 670/660 - 640/630 a.C.         |
| Periodo laziale IVB: Periodo orientalizzante recente         |                                    | 640/630 - 580 a.C.             |

### Primo periodo laziale
Il primo periodo laziale è caratterizzato da piccoli villaggi, con popolazioni probabilmente inferiori a poche centinaia di individui. I resti materiali delle loro case indicano una mancanza di tecniche di costruzione in muratura; invece, erano comuni capanne ovali in graticcio e fango con diametri raramente superiori a 6 metri e tetti di paglia. La ceramica del periodo veniva prodotta probabilmente a livello domestico utilizzando tecniche a colombino, poiché il tornio da vasaio non fu introdotto fino all'VIII secolo a.C. A causa della mancanza di forni, l'argilla tenera del periodo veniva cotta a fiamma libera, conferendole un aspetto nero e fuligginoso. Abilità specializzate diverse dalla lavorazione dei metalli erano inesistenti.
Dal Laziale I-II, l'inumazione sostituì gradualmente la cremazione come principale rito funerario. Venivano deposti corredi funerari: gli archeologi hanno scoperto nel Foro Romano e nei Colli Albani urne cinerarie a forma di capanna che probabilmente rappresentavano le dimore nell'aldilà. Gran parte delle prove delle pratiche funerarie sono emerse vicino a Gabii, sull'Osteria dell'Osa, con le seicento tombe lì scavate. I corredi funerari scoperti indicano una società semplice e povera con uno status ampiamente determinato dal genere e dall'età; i beni divennero gradualmente più ricchi nel tempo, ma all'interno di un dato periodo erano relativamente uniformi, indicando livelli relativamente bassi di disuguaglianza di ricchezza. La cremazione, a causa della sua costosità, era riservata quasi esclusivamente agli uomini adulti tra i 17 e i 45 anni al momento della morte. Le tombe maschili includevano armi rappresentative a grandezza naturale o in miniatura, mentre le tombe femminili includevano fusi; entrambi riflettono una divisione del lavoro basata sul genere. Gli ornamenti personali avevano maggiori probabilità di essere sepolti con le donne.
I corredi funerari del Laziale III iniziano a mostrare meno uniformità: le armi in miniatura vengono sostituite più regolarmente con armi a grandezza naturale in bronzo. Gioielli in ambra e ceramiche importate dall'Etruria e, in alcuni casi, dalla Grecia – una fiasca globulare reca, incise con una punta di metallo, le lettere greche EULIN – iniziano a comparire nelle tombe. L'espansione della metallurgia è indicata anche da depositi di bronzo; l'introduzione del tornio da vasaio sostituisce anche i vasi a colombino. A questo punto anche la popolazione inizia a disperdersi, portando  all'espansione dell'agricoltura e maggiori eccedenze, alimentando gli stili di vita delle élite locali.

### Tardo periodo laziale

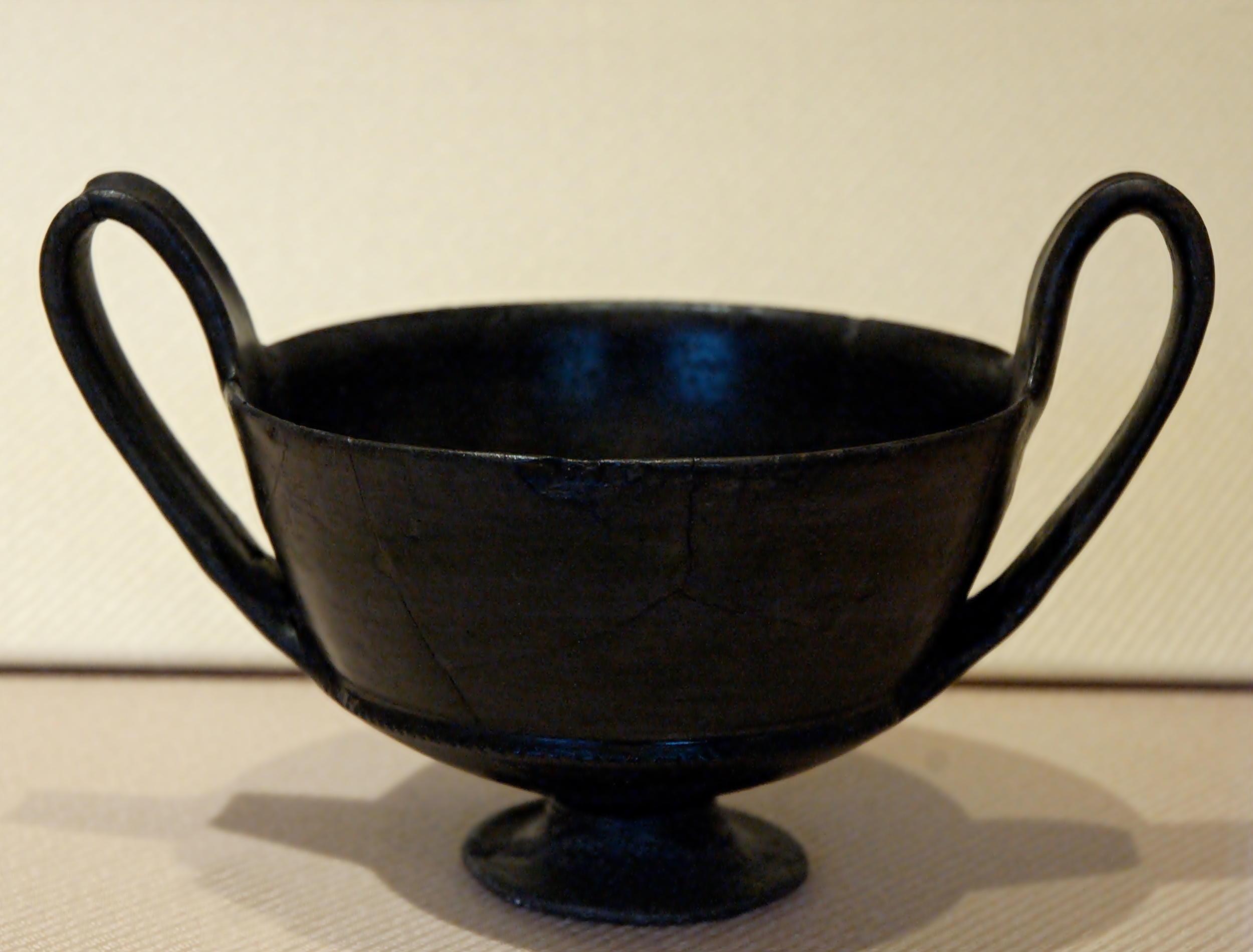
Kantharos, Osteria dell'Osa

Le tombe di Castel di Decima, situate sulla via Ostiense a 16 chilometri a sud di Roma e risalenti al Laziale IV, mostrano corredi funerari più ricchi. La maggior parte delle inumazioni erano semplici e prive di corredo, ma alcune delle tombe risalenti al VII secolo a.C. contenevano donne vestite con abiti sontuosi adorni di ambra e perle di vetro, fibule d'oro e d'argento e fili ornamentali d'argento. Le donne venivano anche sepolte con ciotole per mescolare il vino, suggerendo che le donne di alto rango del Lazio partecipassero a simposi e incontri sociali come ospiti. La tomba maschile più ricca del sito conteneva una spada, una lancia, una corazza, tre scudi e un carro in miniatura.

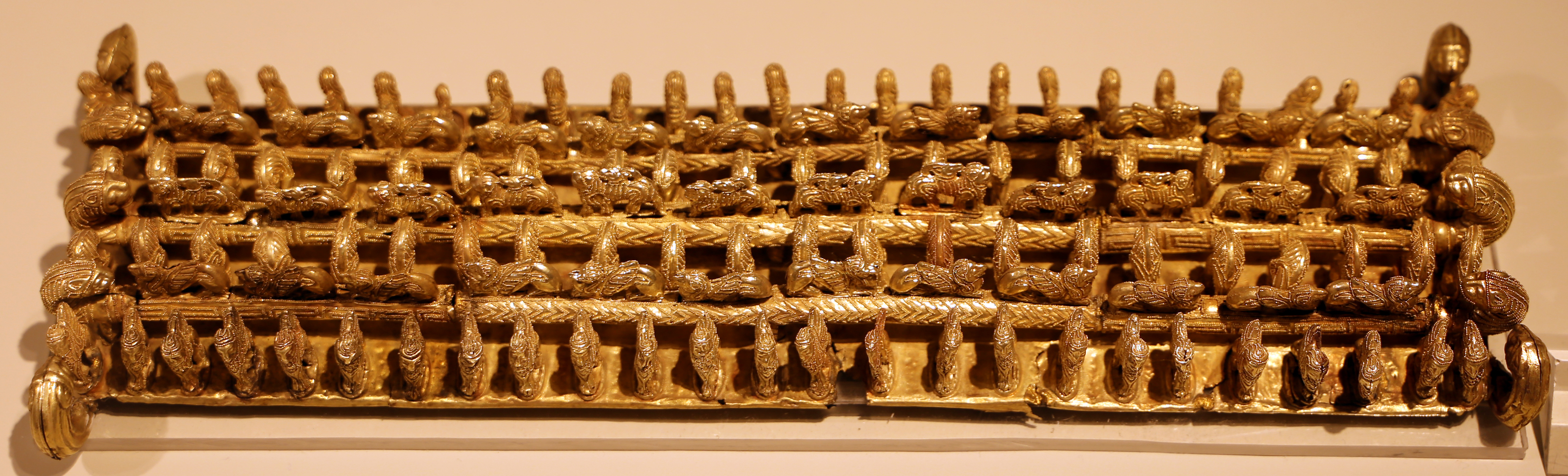
Piastra in oro dalla tomba Barberini

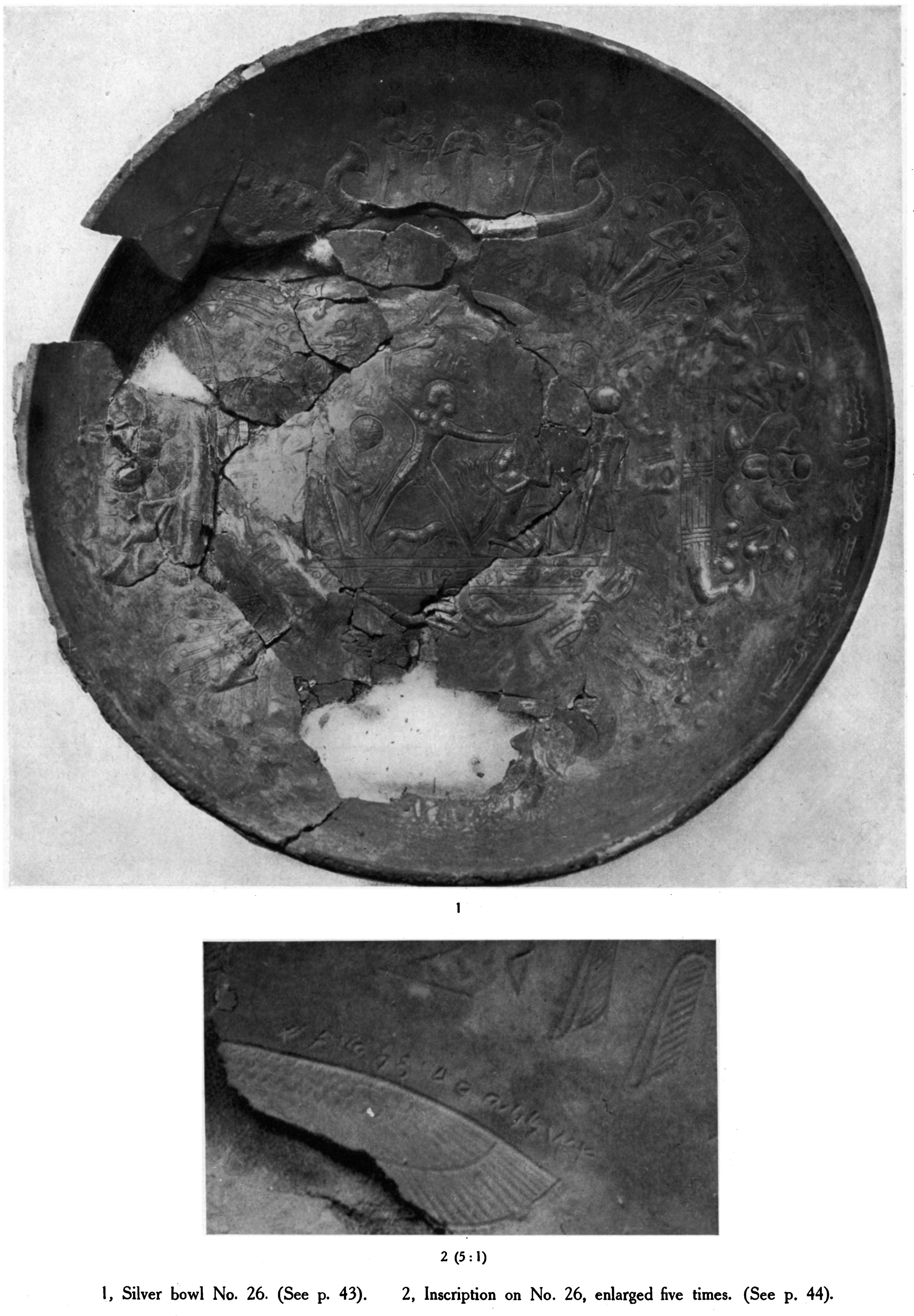
Coppa fenicia in argento con iscrizione dalla tomba Bernardini

Tombe complesse – in particolare le tombe Barberini e Bernardini, scoperte rispettivamente nel 1855 e nel 1876 a Palestrina – contenevano un gran numero di oggetti d'oro e d'argento insieme a opere d'arte prodotte localmente ispirate al Vicino Oriente. Alcuni degli oggetti erano probabilmente importati dall'Egitto o dalla Fenicia: una coppa d'argento contiene un'iscrizione fenicia raffigurante un faraone egiziano in battaglia. In passato, si credeva che queste tombe nel Lazio riflettessero una dominazione etrusca, ma ulteriori prove provenienti da tutta Italia indicano che tombe principesche di questo tipo erano comuni nella penisola e probabilmente riflettevano il periodo orientalizzante nelle varie culture della penisola.
Dal 650 a.C. circa in poi, le capanne iniziarono a essere sostituite da costruzioni in muratura su fondamenta di pietra con tetti di tegole. Anche i corredi funerari iniziarono a scomparire in tutta Italia, riflettendo probabilmente la fine del periodo orientalizzante intorno al 580 a.C. Iniziarono a essere costruiti templi monumentali, tra cui il Tempio di Minerva a Lavinio e il Tempio di Mater Matuta a Satrico. Questi cambiamenti riflettevano probabilmente la creazione di città-stato sotto l'influenza greca, insieme allo sviluppo della lavorazione dei metalli e della ceramica, uniti alla crescita della popolazione e a livelli più elevati di produzione agricola. A questo punto, le élite locali avevano consolidato uno status sociale organizzato attorno all'autorità politica e religiosa. Il Lazio, tuttavia, rimase più povero dell'Etruria a nord a causa della mancanza di importanti giacimenti minerari, il che lo rese meno connesso degli Etruschi alle reti commerciali pan-mediterranee.